# Dąbrówka (Łódź-est)
Pour les articles homonymes, voir Dąbrówka.
Dąbrówka (prononciation [dɔmˈbrufka]) est un village de la gmina de Nowosolna, du powiat de Łódź-est, dans la voïvodie de Łódź, situé dans le centre de la Pologne.

## Administration
De 1975 à 1998, le village était attaché administrativement à l'ancienne voïvodie de Łódź.

Depuis 1999, il fait partie de la nouvelle voïvodie de Łódź.